# Wagneriana pakitza
Wagneriana pakitza är en spindelart som beskrevs av Levi 1991. Wagneriana pakitza ingår i släktet Wagneriana och familjen hjulspindlar.
Artens utbredningsområde är Peru. Inga underarter finns listade i Catalogue of Life.